# Alessandro e Campaspe nello studio di Apelle
Alessandro e Campaspe nello studio di Apelle è un dipinto a olio su tela eseguito da Giambattista Tiepolo nel biennio 1725-26, probabilmente negli anni della sua presenza a Udine, e conservato a Montréal presso il Museo delle belle arti.

## Storia
Il dipinto rappresenta un episodio narrato da Plinio il Vecchio nella Naturalis historia: raffigura Apelle, che per le sue qualità artistiche era il pittore prediletto di Alessandro Magno, mentre ritrae la preferita tra le sue concubine, Campaspe. Durante l'esecuzione dell'opera, l'artista si innamorò di lei. Allora Alessandro, resosi conto che Apelle la amava più di quanto non la amasse lui, avrebbe donato la fanciulla all'artista.
Tiepolo si era sposato il 21 novembre 1719, a soli ventitré anni, con Maria Cecilia Guardi, che ne aveva appena diciassette, in una cerimonia celebrata segretamente perché la giovane, in seguito alla morte del padre, viveva una situazione economica di estrema indigenza, e senza dote non vi poteva essere approvazione al matrimonio da parte della famiglia dell'uomo. Questi rappresentò l'affetto verso la sposa in alcuni dei suoi lavori: Campaspe avrebbe appunto il volto di Maria Cecilia, mentre Apelle sarebbe Tiepolo stesso.

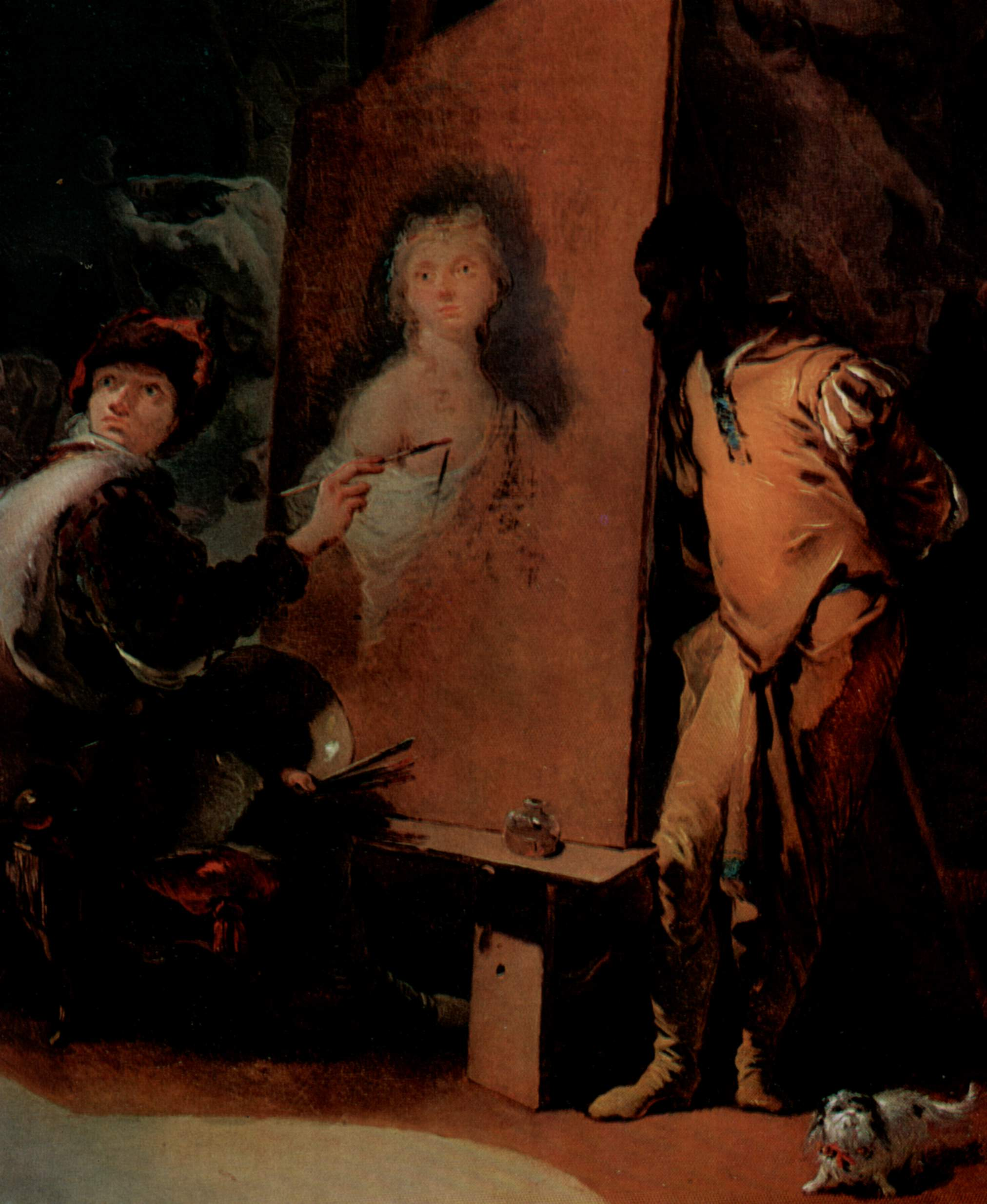
Dettaglio con Apelle, che presenterebbe le sembianze di Giambattista Tiepolo

## Descrizione
Il dipinto fu eseguito dal Tiepolo con estrema libertà di raffigurazione, essendovi uniti frammenti di antichità ed altri suoi contemporanei: per questo verrà definito " spregiudicato e quasi insolente ". Diviso in due parti distinte sia nei colori sia negli ambienti, sembra raccontare due storie diverse.
A sinistra sono rappresentati Alessandro ed Efestione vicini a Campaspe che è visibilmente in posa per essere ritratta. I tre sono inseriti in un ambiente che li colloca nel loro periodo storico, come è provato anche dalle vesti che indossano. Sono illuminati dalla luce che viene dall'esterno che è alle loro spalle, e posti su un piedistallo bianco arredato da statue di grandi dimensioni e delimitato dalla balaustra di una terrazza. Questo elemento verrà più volte usato da Tiepolo per definire ambienti esterni. La scena è illuminata da un'intensa luce formata dai colori freddi con l’esplosione del manto rosso di Alessandro. 
All'estrema destra sono raffigurati il domestico nero di Apelle (il cui volto è dello stesso modello che diversi anni dopo poserà ancora per l'artista, impegnato col figlio Giandomenico nella realizzazione degli affreschi di Villa Valmarana "Ai Nani", nel Moro con vassoio) e un cagnolino bianco. Il lato destro della tela è per gran parte in ombra, come se il pittore volesse raffigurare questa parte in forma più intima. 
Apelle è rappresentato nell'atto di eseguire il ritratto ma, poiché ha la modella alle sue spalle, deve volgersi, permettendo così all'osservatore di vedere la sua fisionomia. Egli veste abiti di un artista del Settecento con il cappello alla Rembrandt, pittore che Tiepolo amava. Questo porterebbe a considerare che Tiepolo si sia raffigurato nella tela nelle sembianze del pittore olandese: ritrarsi non era d'altronde per lui cosa nuova. Di fronte ad Apelle l'opera da lui dipinta, posta su un cavalletto, mostra ormai definito il volto di Maria Cecilia ritratta nelle sembianze di Campaspe. Il cagnolino bianco, a fianco, probabilmente simile al vero cagnolino della coppia, volge lo sguardo verso l'osservatore, a confermare l'intimità della scena e la fedeltà del matrimonio. 
Il dipinto ha quindi la particolarità di raffigurare i due coniugi uniti e vicini.